# Beaverton Creek megállóhely
Beaverton Creek megállóhely a Metropolitan Area Express kék vonalának megállója az Oregon állambeli Beavertonban.
A közelben található a Nike World kampusza; a komplexumhoz és a közeli irodákhoz a vállalat saját járatokat indít, amelyeket biodízel-üzemű autóbuszokkal adnak ki. A megállóban láthatóak egy korábbi, áruszállításra és a MAX járműveinek forgalomba állítására használt könnyűvasúti vonal maradványai.
2011 márciusában szövetségi támogatással 10 megállóban térfigyelő rendszert építettek ki, köztük itt is.
| Előző állomás                                               |  | Metropolitan Area Express |  | Következő állomás                        |
| ----------------------------------------------------------- |  | ------------------------- |  | ---------------------------------------- |
| Merlo Rd/SW 158th Avetovább Hatfield Government Center felé |  | Kék vonal                 |  | Millikan Waytovább Cleveland Avenue felé |

## Fordítás
- Ez a szócikk részben vagy egészben  a   Beaverton Creek MAX Station című angol Wikipédia-szócikk ezen változatának fordításán alapul.  Az eredeti cikk szerkesztőit annak laptörténete sorolja fel. Ez a jelzés csupán a megfogalmazás eredetét és a szerzői jogokat jelzi, nem szolgál a cikkben szereplő információk forrásmegjelöléseként.